# SCAMP3
SCAMP3‏ (Secretory carrier membrane protein 3) هوَ بروتين يُشَفر بواسطة جين SCAMP3 في الإنسان.